# اورنیپرسین
اورنیپرسین (به انگلیسی: Ornipressin) با فرمول شیمیایی C45H63N13O12S2 یک ترکیب شیمیایی با شناسه پاب‌کم 3032552 است. که جرم مولی آن ۱۰۴۲٫۱۹ گرم بر مول می‌باشد. 